# Krzysztof Zaręba
Krzysztof Zaręba (ur. 29 września 1961 w Ciechanowie) – pastor, przełożony Społeczności Chrześcijańskiej „Północ” w Warszawie powstałej w 2001 roku oraz Prezbiter Regionalny Okręgu Centralnego Wspólnoty Kościołów Chrystusowych.

## Życiorys
W 1981 roku ukończył Technikum Rolnicze. Jest absolwentem Wyższej Szkoły Pedagogicznej w Olsztynie (1987) oraz Warszawskiego Seminarium Teologicznego. W 1988 roku został asystentem pastora Andrzeja Bajeńskiego. W 1990 roku pełnił funkcję pastora ds. misji i młodzieży. W 1992 roku zaczął służbę duszpasterską w Społeczności Chrześcijańskiej w Ciechanowie, którą pełnił do 1998 roku. W latach 1998–2000 był pastorem warszawskiego zboru „Nowe Życie" Kościoła Zielonoświątkowego w RP. Od roku 2001 pełnił funkcje pastora ds. ewangelizacji Społeczności Chrześcijańskiej w Warszawie. W 2002 roku został przewodniczącym Regionu Centralnego i członkiem Rady Krajowej KZCh.
Pełni funkcję Prezbitera Regionu Wspólnoty Kościołów Chrystusowych w RP.
Artykuły Krzysztofa Zaręby są publikowane w kwartalniku Słowo i Życie.